# Circo de Estaubé

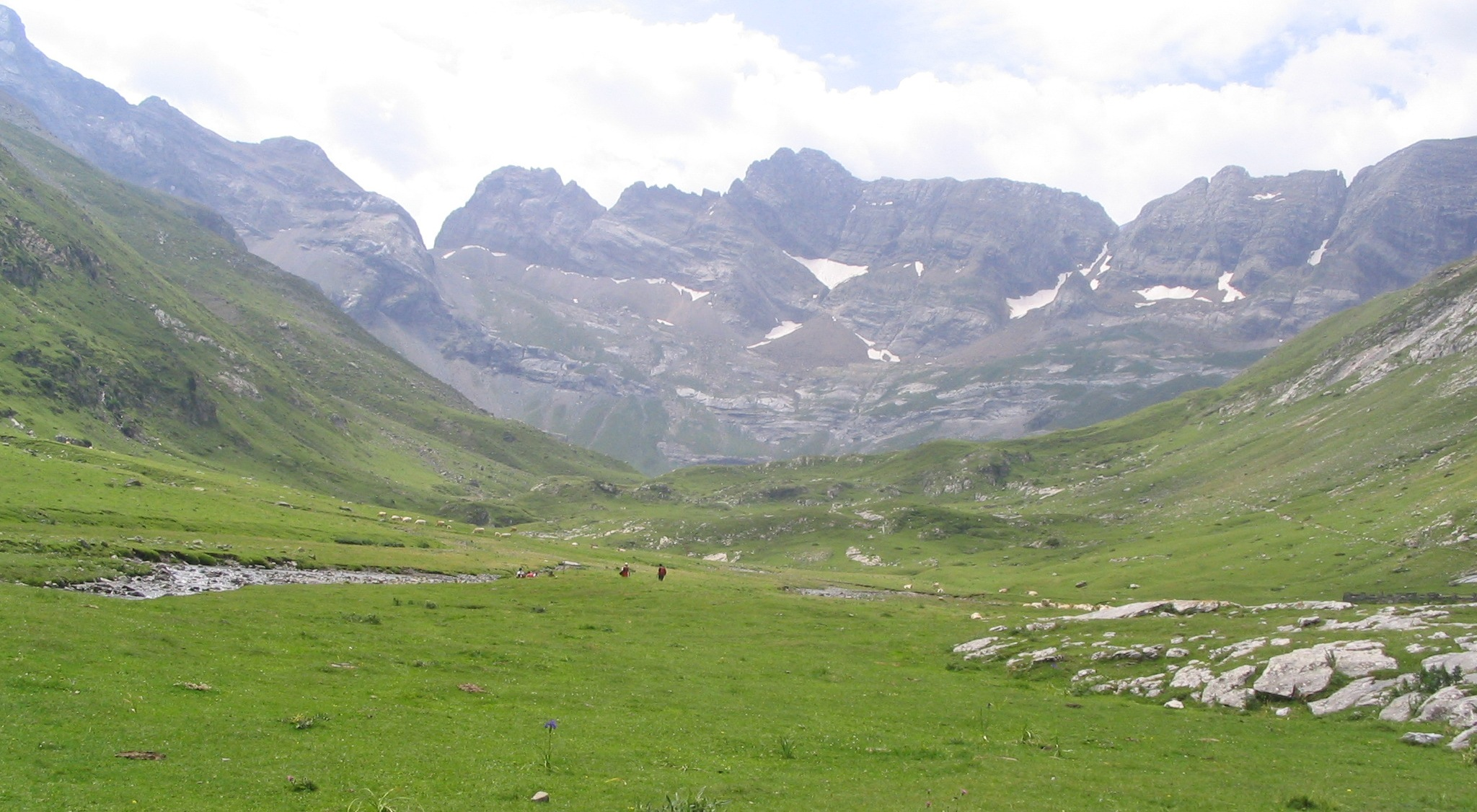
Circo de Estaubé.

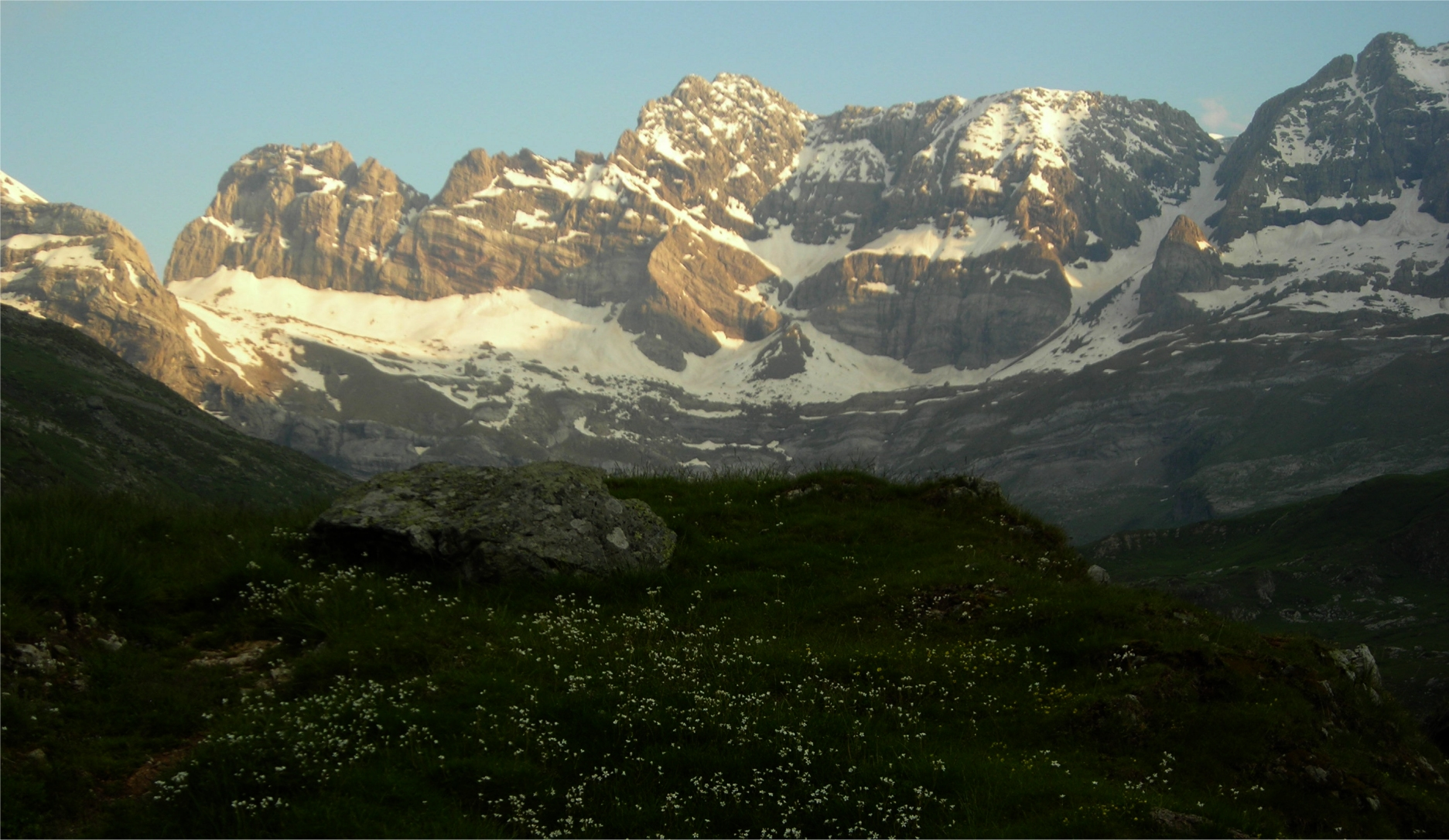
Cimas del circo de Estaubé.

El circo glaciar de Estaubé (en francés: Cirque d'Estaubé) está situado en el centro de la cordillera de los Pirineos, en el departamento de los Altos Pirineos de Francia, haciendo frontera con España. Tiene una anchura media de 3,4 km y su base se sitúa en torno a los 1800 metros de altura. Las cumbres que lo conforman alcanzan los 2.800 y 3.000 metros de altitud. El clima del lugar ha hecho que el circo esté desprovisto de árboles y grandes matorrales. Gracias a su importancia medioambiental, el paraje está incluido dentro del parque nacional de los Pirineos.
Véase también:
- Circo de Gavarnie
- Circo de Troumouse

- Datos: Q5121974
- Multimedia: Cirque d'Estaubé / Q5121974